# Kit Carson (Colorado)
Pour les articles homonymes, voir Kit Carson (homonymie).
La  ville historique de Kit Carson est une municipalité du Colorado dans le Comté de Cheyenne, aux États-Unis. Elle est administrée par un maire (Mayor) et un conseil élus. Sa population était de 253 habitants lors du recensement de 2000.

## Géographie
Selon le Bureau du recensement des États-Unis, la ville a une superficie totale de 0,58 milles carrés (1,5 km2), faite entièrement de terres. Elle est située à 1 306 m d'altitude.

## Histoire
La ville est nommée en l'honneur de Kit Carson. Elle est le siège de l'éphémère comté de Greenwood (1870-1874).

## Démographie
Selon le recensement de 2010, Kit Carson compte 233 habitants.
Au recensement de 2000, il y avait 253 personnes, 113 foyers, et 64 familles habitant dans la ville. La densité de population était de  174,4 personnes/km2. La composition ethnique était de 92,49 % de Blancs, 6,72 % d'autres ethnies ;  0,79 % se disent multi-ethniques. Les Hispaniques et les Latinos formaient 8,70 % de la population.
Sur les 113 foyers, 24,8 % comprenaient des enfants de moins de 18 ans, 47,8 % étaient des couples mariés vivant ensemble, 8 % avait une femme comme chef de famille sans mari présent, et 42,5 % n'étaient pas des unités familiales. 41,6 % étaient composés de personnes seules et 25,7 % de personne seule de  65 ans ou plus. La taille moyenne d'un foyer était de 2,12, celle d'une famille de 2,94.
Dans la ville, la population se répartissait de la manière suivante : 23,3 % de moins de 18 ans, 5,1 % de 18 à 24 ans, 21,3 % de 25 à 44 ans, 20,6 % de 45 à 64 ans, et 29,6 % de 65 ans et plus. L'âge médian était de 45 ans. La proportion d'hommes était de 86 pour 100 femmes, et de 81,3 pour 100 femmes de plus de 18 ans.
Le revenu moyen pour un foyer en ville était de  $19 531, et celui pour une famille de  $37 500. Les hommes avaient un revenu médian de  $34 375 contre $16 818 pour les femmes. Le revenu par tête était de $13 832. Près de 6,5 % des familles et 12,7 % de la population étaient en dessous du seuil de pauvreté, y compris 13,4 % de ceux de moins de 18 ans et  20 % de ceux de plus de 65 ans.
| 1940 | 1950 | 1960 | 1970 | 1980 | 1990 |
| ---- | ---- | ---- | ---- | ---- | ---- |
| 333  | 379  | 356  | 220  | 278  | 305  |

| 2000 | 2010 | - | - | - | - |
| ---- | ---- | - | - | - | - |
| 253  | 233  | - | - | - | - |